# Microcladia pusilla
Microcladia pusilla är en fjärilsart som beskrevs av Hopp 1927. Microcladia pusilla ingår i släktet Microcladia och familjen Megalopygidae. Inga underarter finns listade i Catalogue of Life.